# ジョン・シェフィールド (初代バッキンガム＝ノーマンビー公)
初代バッキンガム＝ノーマンビー公ジョン・シェフィールド（John Sheffield, 1st Duke of Buckingham and Normanby, KG, PC, 1648年4月7日 - 1721年2月24日）は、イギリスの貴族、政治家。第2代マルグレイヴ伯エドマンド・シェフィールドとミドルセックス伯ライオネル・クランフィールドの娘エリザベスの子。

## 生
18歳の時にイングランド海軍に入隊して1658年に父の爵位を相続して第3代マルグレイヴ伯となり、第二次英蘭戦争と第三次英蘭戦争に参戦してソールベイの海戦でオランダ海軍と戦い、翌1673年に海軍中佐となった。また、歩兵隊を率いてフランスのテュレンヌ元帥の下で陸戦も経験、1674年にガーター勲章を授かった。1680年にイングランド領だったモロッコのタンジール遠征隊に加わり、ジェームズ2世が即位すると枢密院議員と宮内長官に任命された。
専制を行い孤立していくジェームズ2世を支え、1688年の名誉革命でもジェームズ2世がロンドンから脱走するまで行動を共にし、ウィリアム3世・メアリー2世夫妻にも仕え1694年にノーマンビー侯爵に叙せられた。1696年にジャコバイトに寝返った疑いで枢密院から除名されたが、アン女王からは重用され1702年に王璽尚書に任命、翌1703年にバッキンガム＝ノーマンビー公に叙爵された。
1705年にホイッグ党が勢力を伸ばすと王璽尚書を解任され、翌1706年に枢密院から再度除名されるも1710年にトーリー党が与党となると王室家政長官として復帰、1711年に枢密院議長となったが、1714年にアンが死去してジョージ1世が即位するとホイッグ党の復帰により解任、1721年に72歳で死去、息子のエドマンドが爵位を継いだ。
詩とエッセイ及び風刺文を残しジョン・ドライデンとアレキサンダー・ポープのパトロンとして2人を支援した。また、1702年から1703年にかけて改築した邸宅（バッキンガムハウス）は1761年にジョージ3世が王妃シャーロットの住居としてバッキンガム公の庶子チャールズ・ハーバート・シェフィールドから買い取り、後に改築が繰り返され王家所有のバッキンガム宮殿として現在も残されている。

## 子女
1685年にジョージ・ストーエルの娘ウルスラ・ストーエルと結婚したが1697年に死別、子供は無かった。続いて1698年にブルック男爵フルク・グレヴィルの娘キャサリン・グレヴィルと再婚したが1703年に死去、2度目の結婚でも子供は無かった。
1705年にイングランド王ジェームズ2世とキャサリン・シードリーの庶子キャサリン・ダーンリーと3度目の結婚、3人の子を儲けた。
1. ジョン（1710年）
2. ロバート（1711年 - 1714年）
3. エドマンド（1716年 - 1735年）

また、庶子を3人儲けた。
1. メアリー・シェフィールド（1692年 - 1729年） - アルサム男爵アーサー・アンズリーと結婚
2. チャールズ・ハーバート・シェフィールド（1704年 - 1774年） - 準男爵
3. キャサリン・ソフィア・シェフィールド（1705年 - 1780年）